# Monochamus ochraceomaculatus
Monochamus ochraceomaculatus là một loài bọ cánh cứng trong họ Cerambycidae.